# Verticordia pityrhops
Verticordia pityrhops är en myrtenväxtart som beskrevs av Alexander Segger George. Verticordia pityrhops ingår i släktet Verticordia och familjen myrtenväxter. Inga underarter finns listade i Catalogue of Life.